# NGC 470
NGC 470 je galaksija u zviježđu Ribe.

## Vanjske poveznice
- SEDS: NGC 470